# フィリップ・ド・シャンパーニュ

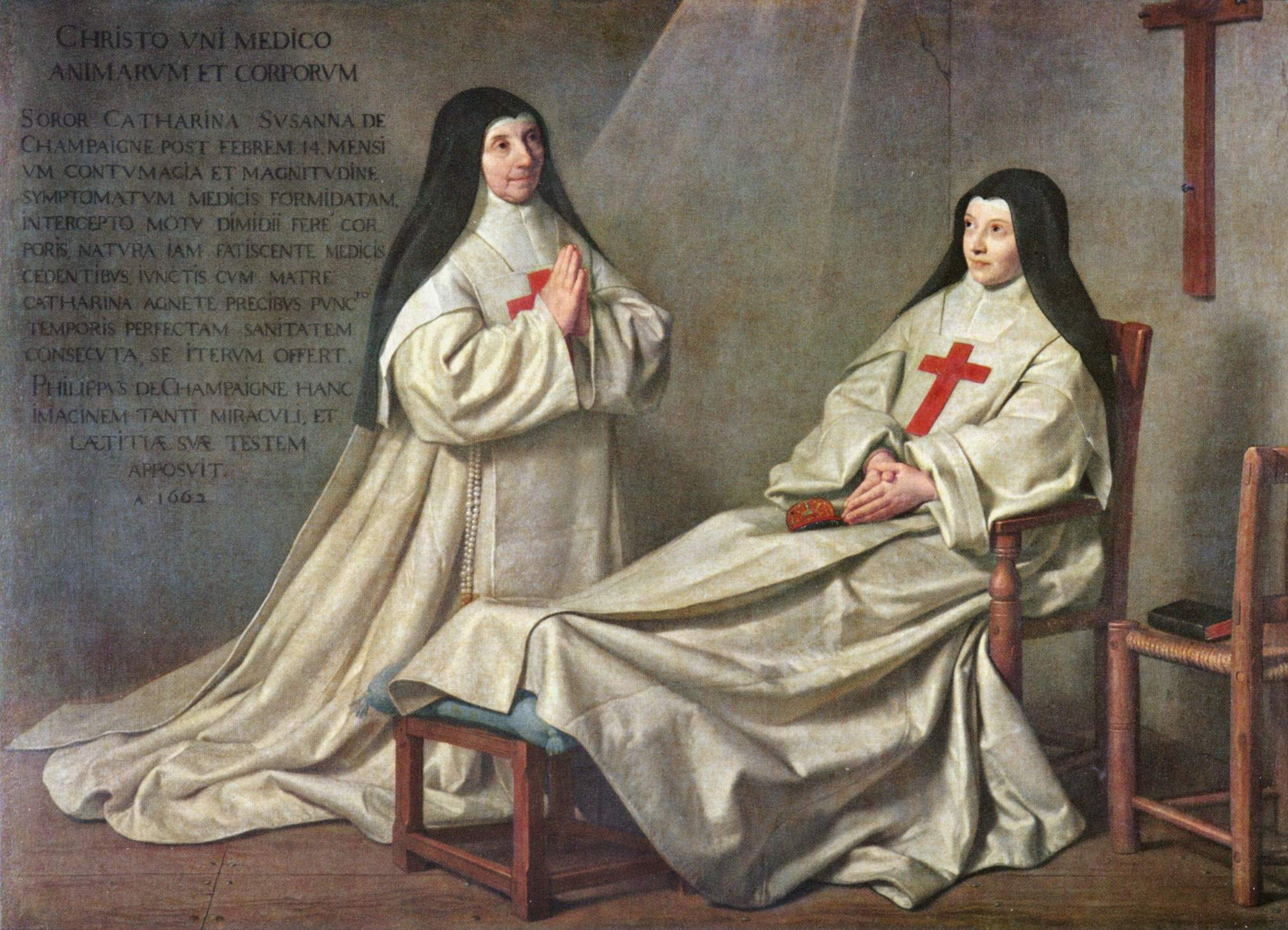
フィリップ・ド・シャンパーニュ『1662年の奉納画』パリ、ルーヴル美術館

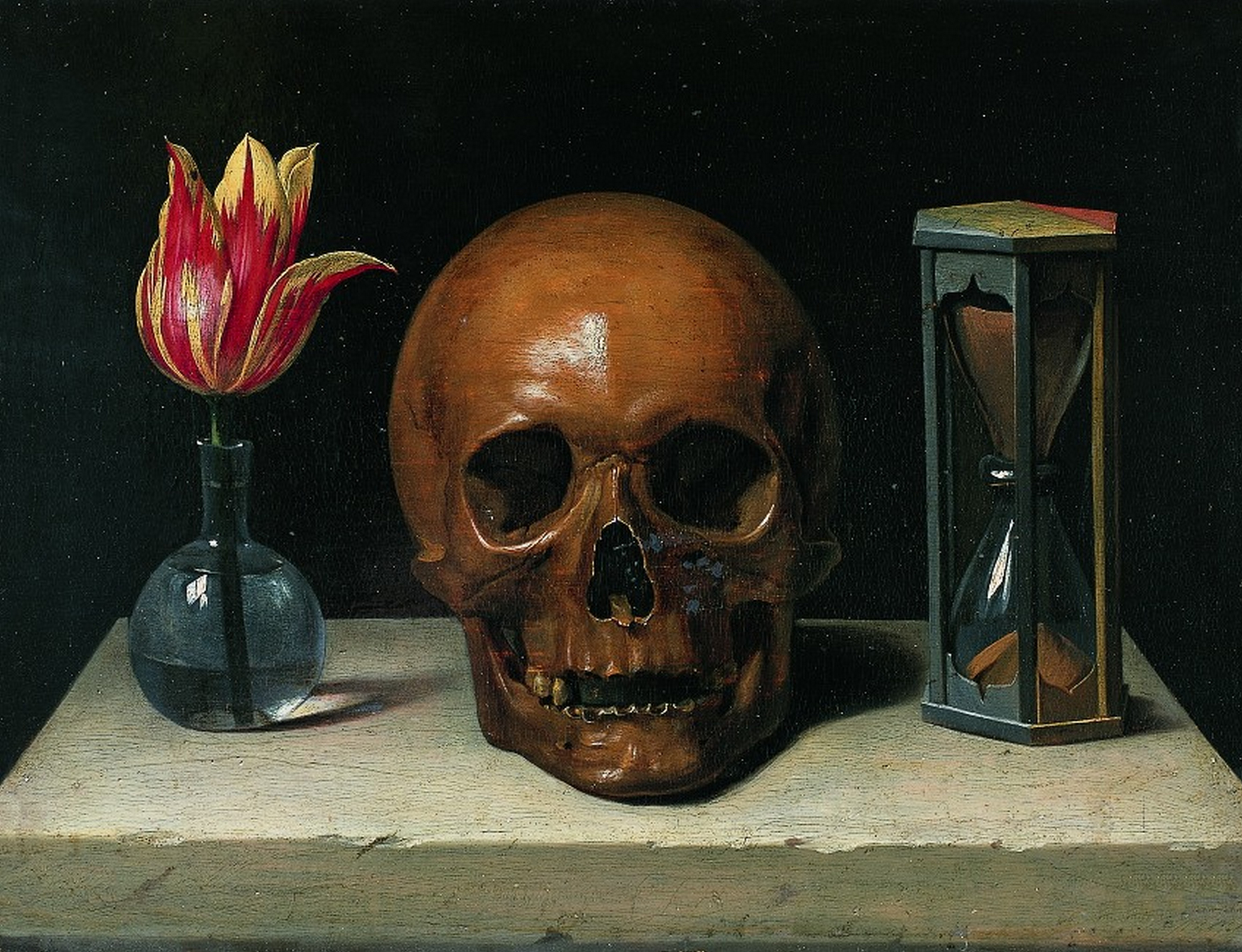
フィリップ・ド・シャンパーニュ『ヴァニタス』（1671年頃）

フィリップ・ド・シャンパーニュ（Philippe de Champaigne, 1602年5月26日 - 1674年8月12日）は、バロック期のフランス派の画家。

## 生涯
シャンパーニュはブリュッセルの貧しい家に生まれた。風景画家ジャック・フーキエの弟子となって、1621年にフーキエとともに、パリに移った。そこでニコラ・プッサンと共にリュクサンブール宮殿の装飾を手掛けた。その指揮をしたのはニコラ・デュシェーヌで、シャンパーニュはその娘と結婚し、デュシューヌの後ろ盾を得た。
デュシェーヌの死後、シャンパーニュは母妃マリー・ド・メディシスとリシュリュー枢機卿の下で働くことになり、枢機卿宮、ソルボンヌ教会の丸屋根、その他の建物の装飾を手掛けた。1648年には、王立絵画彫刻アカデミーの創立メンバーとなった。
1640年以降、シャンパーニュはジャンセニスムの影響下にあった。伝えられるところでは、娘の麻痺がポール・ロワイヤル修道院で奇跡的に治癒したというのである。それで、シャンパーニュは彼の代表作（ではあるが、彼らしくはない）『1662年の奉納画』（現在ルーヴル美術館所蔵）を描いた。その絵に描かれているのは、シャンパーニュの娘と女子修道院長のカトリーヌ＝アニェス・アルノーである。
シャンパーニュは多くの作品を残したが、宗教画、肖像画が主だった。最初こそルーベンスの影響を受けていたが、後にはより禁欲的な作風になっていた。
シャンパーニュはパリで亡くなった。弟子には甥のジャン＝バティスト・ド・シャンパーニュやニコラ・ド・プラトモンターニュがいる。

## 発音
本来の発音は「シャンパーニュ［ʃɑ̃paɲ］」であるが、今日ではその綴り（Champaigne）に引っ張られて「シャンペーニュ［ʃɑ̃pɛɲ］」と発音（カタカナ表記）されることも多い。